# Lista technik w kyokushin
Poniższa lista przedstawia techniki używane w karate kyokushin.

## Dachi- pozycje
- Fudo dachi - pozycja gotowości
- Heiko dachi - stopy równoległe do siebie na szerokość bioder
- Haisoku dachi - stopy równoległe, stykają się nawzajem
- Kakeashi dachi - jedna noga jest z tyłu, prosta, druga z przodu, stoi na palcach
- Kiba dachi - pozycja jeźdźca
- Kokutsu dachi - postawa zakroczna, cofnięta
- Kumite dachi - pozycja walki (lewa noga z przodu, druga z tyłu, obie lekko ugięte w kolanach)
- Moroashi dachi - stopy na szerokość barków, równolegle względem siebie, jedna stopa wysunięta do przodu na długość stopy
- Musubi dachi - stopy zwrócone na zewnątrz, stykają się piętami; stopy tworzą ze sobą kąt 90°
- Nekoashi dachi - pozycja kota
- Shiko dachi - pozycja sumo
- Shizen dachi - naturalna pozycja
- Sanchin dachi - pozycja klepsydry
- Tsuruashi dachi - jedna noga dotyka stopą kolano drugiej nogi, pozycja jest podobna do liczby 4
- Uchi-hachi-ji dachi - palce stóp są zwrócone ku wewnątrz, pięty na zewnątrz
- Yoi dachi - pozycja gotowości
- Zenkutsu dachi - noga z tyłu prosta, z przodu ugięta w kolanie.

## Tsuki- ciosy-pchnięcia (w tymciosy pięścią)
- gyaku-zuki- pchnięcie przeciwne
- seiken jodan-zuki - pchnięcie górne pięścią
- seiken chudan-zuki - pchnięcie środkowe pięścią
- seiken gedan-zuki - pchnięcie pięścią w dół
- tate-zuki - pchnięcie "pięścią młotem"
- jun-zuki - pchnięcie z poparciem ciała
- uraken shita-zuki - pchnięcie odwróconą pięścią
- mawashi-zuki - pchnięcie okrężne
- shotei morote-zuki - pchnięcie dwoma podstawą dłoni
- yama-zuki - pchnięcie podwójne "góra dół"
- mae atama-zuki - pchnięcie w przód głową
- yoko atama-zuki - pchnięcie w bok głową
- ushiro atama-zuki - pchnięcie w tył głową
- morote-zuki - pchnięcie dwoma pięściami
- tobi-zuki - pchnięcie z wyskoku

## Uchi- uderzenia
- oi-tsuki - pchnięcie normalne
- seiken ago-uchi - uderzenie w podbródek pięścią "strzał z bicza"
- seiken mawashi-uchi - uderzenie okrężne pięścią
- uraken mawashi-uchi - uderzenie okrężne odwróconą pięścią
- uraken shomen-uchi - uderzenie w przód odwróconą pięścią
- uraken sayo-uchi - uderzenie w bok odwróconą pięścią
- uraken hizo-uchi - uderzenie w żebra odwróconą pięścią
- uraken shita-uchi - uderzenie w splot odwróconą pięścią
- shuto ganmen-uchi - uderzenie w skroń zewnętrznym kantem dłoni
- shuto sakotsu-uchi - uderzenie w obojczyk zewnętrznym kantem dłoni
- shuto sakotsu uchi komi - uderzenie w obojczyk frontalne
- shuto hizo-uchi - uderzenie w żebra zewnętrznym kantem dłoni
- hiji jodan-ate - cięcie górne łokciem
- hiji chudan-ate - cięcie środkowe łokciem
- hiji age-uchi - uderzenie w górę łokciem
- hiji oroshi-uchi - uderzenie w dół łokciem
- hyori-uchi - uderzenie góra-dół
- kome komi-uchi - uderzenie w skroń młotkowe
- tettsui-uchi - uderzenie młotkowe
- haito-uchi - uderzenie wewnętrznym kantem dłoni
- koken-uchi - uderzenie przegubem dłoni
- hiraken-uchi - uderzenie półzaciśnięta pięścią
- tobi hiji-uchi - uderzenie łokciem z wyskoku

## Uke- bloki
Klasyfikacja bloków ręcznych:
```
  1. bloki pięścią (
seiken
)
  2. bloki shuto
  3. bloki shotei
  4. bloki koken
  5. bloki przedramienia (
kote
)
```

Klasyfikacja bloków nożnych:
```
  1. bloki udem (
kaji-uke
)
  2. bloki kolanem (
hiza-uke
)
  3. bloki golenią (
sune-uke
)
  4. bloki podbiciem (
haisoku-uke
)
  5. bloki wewnętrzną częścią stopy (
teisoku-uke
)
```

- seiken jodan-uke - blok górny pięścią
- seiken uchi-uke - blok z wewnątrz pięści
- seiken soto-uke - blok z zewnątrz pięści
- seiken gedan-uke - blok dolny pięścią
- seiken chudan uchi-uke gedan barai - dwa jednoczesne bloki
- shuto jodan-uke - blok górny zewnętrznym kantem dłoni
- shuto uchi-uke - blok z wewnątrz zewnętrznym kantem dłoni
- shuto soto-uke - blok z zewnątrz zewnętrznym kantem dłoni
- shuto gedan-uke - blok dolny zewnętrznym kantem dłoni
- shotei jodan-uke - blok górny podstawą dłoni
- shotei soto-uke - blok z zewnątrz podstawą dłoni
- shotei gedan-uke - blok dolnu podstawą dłoni
- koken uchi-uke - blok z wewnątrz nadgarstkiem
- shuto mawashi-uke - blok okrężny zewnętrznym kantem dłoni
- mae mawashi-uke - blok okrężny w przód
- morote-uke - blok podwójny ze wsparciem
- juji-uke - blok krzyżowy
- hiza-uke - blok kolanem
- sune-uke - blok golenią
- soto kaji-uke - blok udem do wewnątrz
- uchi kaji-uke - blok udem do zewnątrz
- teisoku soto mawashi-uke - blok okrężny stopą do wewnątrz

## Tensho- nakrycia
- tensho soto-uke - nakrycie z zewnątrz
- tensho uchi-uke - nakrycie z wewnątrz
- tensho mawashi-uke - nakrycie okrężne

## Geri-kopnięcia
- mae-keage - kopnięcie w przód prostą nogą
- yoko-keage - kopnięcie w bok prostą nogą
- ushiro-keage - kopnięcie w tył prostą nogą
- mawashi-keage - kopnięcie okrężne prostą nogą
- mae-geri - kopnięcie w przód
- yoko-geri - kopnięcie w bok
- mawashi-geri - kopnięcie okrężne
- ushiro-geri - kopnięcie w tył
- gedan mawashi-geri - kopnięcie okrężne dolne
- soto mawashi keage - kopnięcie okrężne prostą nogą do wewnątrz
- uchi mawashi keage - kopnięcie okrężne prostą nogą na zewnątrz
- ushiro mawashi-keage - kopnięcie okrężne tylne prostą nogą
- mae hiza-geri - kopnięcie kolanem w przód
- mawashi hiza-geri - kopnięciem kolanem okrężne
- soto hiza-geri - kopnięcie kolanem do wewnątrz
- uchi hiza-geri - kopnięcie kolanem na zewnątrz
- kin-geri - kopnięcie w pachwinę
- kansetsu-geri - kopnięcie w kierunku stawu kolanowego
- kakato-geri - kopnięcie opadające
- kubi mawashi-geri - kopnięcie okrężne szyjne
- soto mawashi-geri - kopnięcie wewnętrzne okrężne
- uchi mawashi-geri - kopnięcie zewnętrzne okrężne
- ushiro mawashi-geri - kopnięcie okrężne tylne
- ura mae-geri - kopnięcie w przód odwrotne
- ura hiza-geri - kopnięcie kolanem odwrotne
- ura yoko-geri 	kopnięcie w bok odwrotne
- ura mawashi-geri - kopnięcie krężne odwrotne
- ura ushiro mawashi-geri - kopnięcie okrężne tylne odwrotne
- ura uchi mawashi-geri - kopnięcie okrężne zewnętrzne odwrotne
- ura gedan ushiro mawashi-geri - kopnięcie okrężne dolne odwrotne
- tobi mae-geri - kopnięcie w przód z wyskoku
- tobi hiza-geri - kopnięcie kolanem z wyskoku
- tobi yoko-geri - kopnięcie w bok z wyskoku
- tobi mawashi-geri - kopnięcie okrężne z wyskoku
- tobi ushiro-geri - kopnięcie w tył z wyskoku
- tobi ura yoko-geri - kopnięcie w bok odwrotne z wyskoku
- tobi ura ushiro-geri - kopnięcie w tył odwrotne z wyskoku
- tobi ura ushiro mawashi-geri - kopnięcie okrężne tylne odwrotne z wyskoku
- tobi soto mawashi-geri - kopnięcie okrężne wewnętrzne z wyskoku
- tobi uchi mawashi-geri - kopnięcie okrężne zewnętrzne z wyskoku
- tobi ura gedan ushiro mawashi-geri - kopnięcie okrężne dolne odwrotne z wyskoku